# Flora Martins Barbosa Bocci

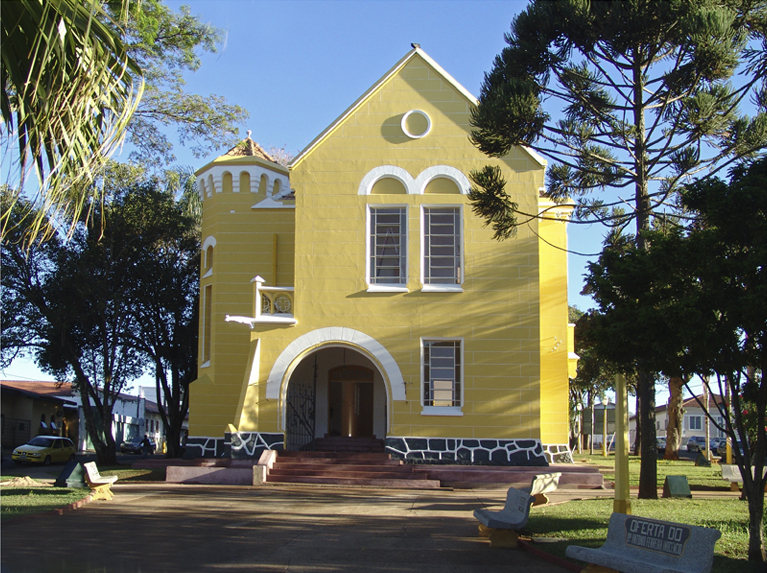
Memorial Paschoal Bocci - Avaré

Flora Martins Barbosa Bocci (Avaré, 16 de janeiro de 1938) é uma historiadora brasileira.

## Biografia
É filha de Desidério Dias Barbosa e Guaraciaba M. Barbosa e foi casada com o advogado e também historiador avareense Paschoal Bocci, com o qual teve quatro filhos. Dele herdou vasto acervo histórico, transformando-o em livros que retratam as origens da história de Avaré e dos avareenses e dos municípios vizinhos. O Memorial de Avaré leva o nome do falecido marido, Memorial Paschoal Bocci, uma homenagem do município para quem tanto lutou para preservar sua história.
Flora Bocci foi professora e secretária do prefeito de São Paulo durante as gestões dos prefeitos Antônio Salim Curiati, Mário Covas, Jânio Quadros e Marta Suplicy.
Foi a fundadora (1991) da Associação dos Amigos de Avaré Paschoal Bocci, com sede em São Paulo, sociedade esta que congrega os avareenses e simpatizantes, a maioria residente na capital, para troca de informações, intercâmbios culturais e projetar o nome e a história de Avaré e do Brasil e membro fundadora do Instituto Histórico e Geográfico de Avaré (IHGA). 
Foi designada pela prefeitura de Avaré, como membro permanente do Conselho de Defesa do Patrimônio Histórico do Município de Avaré.
Recebeu da Câmara Municipal de Avaré a comenda de Cidadã Benemérita de Avaré.

## Obras publicadas
1. História de Avaré 1983
2. História de Avaré Volume II, (CDD-869.93)-2001, Editora Arcádia – 480 págs.
3. História de Avaré Volume III, (No prelo)
4. Uma Divertida Máquina do Tempo em Avaré, (CDD-981.612) - 2008, Editora Gril - 303 págs.
5. Diversos artigos em revistas e jornais.